# Zamki i Hotele Francji
Zamki i Hotele Francji (Châteaux et Hôtels Collection, dawniej Châteaux & Hôtels Indépendants do France) - istniejąca od 1975 organizacja zrzeszająca właścicieli 585 zamków zaadaptowanych na hotele oraz właścicieli tzw. hoteli niesieciowych. Zrzeszenie swoim działaniem obejmuje cztery grupy obiektów hotelarskich i gastronomicznych, tj.: hotele z restauracjami i bez restauracji, restauracje, pokoje gościnne w zamkach stanowiących własność prywatną.
Zrzeszenie ZiHF wyodrębnia trzy kategorie obiektów:
- * * * Hotel luksusowy (grand confort)
- * * Hotel bardzo komfortowy (tres confortable)
- * Hotel komfortowy (confortable)[1]